# Niklaus Konrad
Niklaus Konrad (auch Niklaus Conrad; * um 1460 in Solothurn; † 1520 ebenda; heimatberechtigt ebenda) war ein Solothurner Schultheiss. Er führte die Solothurner 1499 und 1513 in die Schlachten bei Dornach und bei Novara. Konrad «gilt als schillernde Persönlichkeit und als der typischste Vertreter der Renaissance in Solothurn».

## Leben und Wirken
Niklaus Konrad wurde um 1460 in Solothurn geboren. Seine Eltern waren der Zöllner und Salzherr Benedikt Konrad und Margreth Weltmer. Er heiratete 1495 Margreth, Tochter des Hans Kistler von Bern. Agnes, Tochter des Venners Hans Stölli wurde seine zweite Ehefrau. Mit Benedicta Karli, Witwe des Seckelmeisters Benedikt Fry ging er 1512 seine dritte Ehe ein. Konrad starb 1520 in seiner Heimatstadt.
Konrad wurde 1485 Jungrat und stand vermutlich zuvor im französischen Solddienst. Im Jahr 1487 wurde er Tagsatzungsbote und 1500 offizieller Agent Frankreichs in der Eidgenossenschaft. Im Altrat amtierte er 1490, drei Jahre später war er Venner und von 1494 bis zu seinem Tod Schultheiss.
Mit einer eidgenössischen Gesandtschaft reiste Konrad 1495 an den Reichstag zu Worms. Im Schwabenkrieg führte er 1499 die Solothurner in der Schlacht bei Dornach gegen das deutsche Heer. Nach dem Wortbruch von König Ludwig XII. wandte er sich in den Mailänderkriegen 1507 enttäuscht von Frankreich ab. Konrad nahm im gleichen Jahr an den eidgenössischen Allianzverhandlungen mit Kaiser Maximilian I. sowie an Verhandlungen mit Mailand teil. Im Jahr 1509 folgten Verhandlungen mit der päpstlichen Liga und 1511 mit Savoyen. Bei Novara führte er 1513 erneut die Solothurner. Aufständische Bauern attackierten Konrad während der Unruhen 1513/1514. Aus der Tagsatzung wurde er 1514 ausgeschlossen. Nach dem Tod Ludwigs XII. versöhnte er sich 1515 mit Frankreich unter Franz I.

## Ehrung
In Solothurn ist die Niklaus-Konrad-Strasse nach ihm benannt.

## Belege
1. 1 2 3 4  Hans Sigrist: Niklaus Conrad. In: Historisches Lexikon der Schweiz.  18. Februar 2004.

| Personendaten    | Personendaten                     |
| ---------------- | --------------------------------- |
| NAME             | Konrad, Niklaus                   |
| ALTERNATIVNAMEN  | Conrad, Niklaus; Konrad, Nikolaus |
| KURZBESCHREIBUNG | Solothurner Schultheiss           |
| GEBURTSDATUM     | um 1460                           |
| GEBURTSORT       | Solothurn, Schweiz                |
| STERBEDATUM      | 1520                              |
| STERBEORT        | Solothurn, Schweiz                |